# Рудаки (Кушониёнский район)
Рудаки (тадж. Рӯдакӣ) — село в Кушониёнском районе Хатлонской области Республики Таджикистан. Подчинен администрации джамоата посёлка Бохтариён.
Находится на расстоянии 18 км от райцентра (пгт. им. Исмоила Сомони) и 5 км от посёлка Бохтариён.
Население — 724 чел. (2017).